# Joseph Grech (strzelec)
Joseph „Peppi” Grech (ur. 26 marca 1935 na Malcie, zm. 18 lipca 2011) – maltański strzelec, olimpijczyk. 
Brał udział w igrzyskach olimpijskich w latach 1960 (Rzym), 1968 (Meksyk) i 1972 (Monachium). W Rzymie, odpadł w kwalifikacjach trapu, natomiast w Meksyku i Monachium, startował w skeecie, w którym zajmował odpowiednio: 46. i 55. miejsce.
Grech uczestniczył też w Igrzyskach Śródziemnomorskich 1959, jednak znalazł się poza czołową trójką.

## Wyniki olimpijskie
| Igrzyska | Konkurencja | Wynik                   | Miejsce                 | Źródło |
| -------- | ----------- | ----------------------- | ----------------------- | ------ |
| IO 1960  | Trap        | Odpadł w kwalifikacjach | Odpadł w kwalifikacjach | [ 2 ]  |
| IO 1968  | Skeet       | 173 punkty              | 46 (na 52)              | [ 3 ]  |
| IO 1972  | Skeet       | 170 punktów             | 55 (na 63)              | [ 4 ]  |